# David Belliard

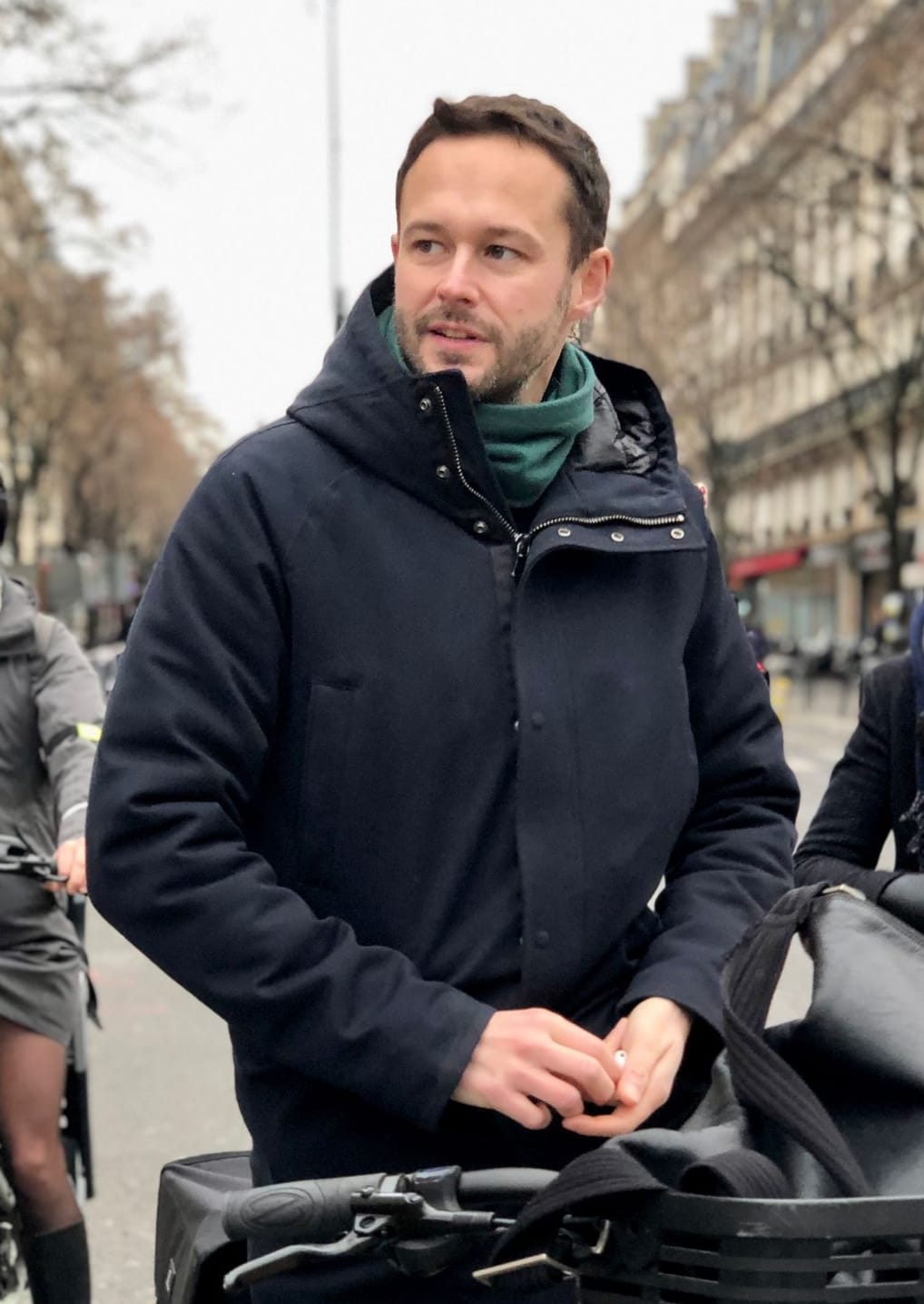
David Belliard, 2021

David Belliard (* 29. Mai 1978 in La Teste-de-Buch, Frankreich) ist ein französischer Politiker und Journalist. Seit dem 3. Juli 2020 ist er stellvertretender Bürgermeister von Paris unter Anne Hidalgo und verantwortlich für die Transformation des öffentlichen Raums, Verkehr, Mobilität, Straßenordnung und das Straßennetz.

## Frühes Leben und Ausbildung
Belliard wuchs in Augicourt in der Region Haute-Saône in einer Arbeiterfamilie auf; sein Vater war Maurer und seine Mutter Pflegehelferin. Nach dem Abitur studierte er an der EDHEC Business School in Lille und erwarb später einen Abschluss in Literaturwissenschaften an der Sorbonne Nouvelle sowie ein DEA in Soziologie an der Universität Paris 7.

## Beruflicher Werdegang
Nach seinem Studium arbeitete Belliard zunächst als Berater, bevor er 2000 nach Paris zog, um als Journalist für "Alternatives économiques" tätig zu sein. 2004 wurde er stellvertretender Geschäftsführer von Sidaction, einer französischen AIDS-Hilfsorganisation. 

## Wichtigsten Errungenschaften seit 2020 in Paris
David Belliard setzte als stellvertretender Bürgermeister von Paris mehrere umstrittene Maßnahmen zur Förderung nachhaltiger Mobilität um. Dazu gehören die Umgestaltung des Boulevard Périphérique, die Verallgemeinerung der Tempo30-Zonen in der gesamten Stadt, der Ausbau des Radwegenetzes und die Förderung kostenloser öffentlicher Verkehrsmittel für Jugendliche bis 18. Diese Initiativen stießen auf Widerstand von Auto-Lobbys und Teilen der Bevölkerung. 

## Politische Karriere
Belliard trat 2009 Europe Écologie Les Verts (EELV) bei. Bei den Kommunalwahlen 2014 wurde er zum Stadtrat im 11. Arrondissement von Paris gewählt. 2019 wurde er zum Spitzenkandidaten von EELV für die Pariser Bürgermeisterwahl 2020 nominiert. Nach dem ersten Wahlgang schloss er sich mit der amtierenden Bürgermeisterin Anne Hidalgo zusammen und wurde nach ihrer Wiederwahl zum stellvertretenden Bürgermeister ernannt. Am 23. März 2025 wurde David Belliard als grüner Kandidat für die Kommunalwahlen 2026 in Paris ausgewählt.

## Veröffentlichungen
- Nous ne sommes pas coupables d’être malades, Les petits matins, 2010 (ISBN 978-2-915879-72-8 et 2-915879-72-9, OCLC 690169270)
- Notre santé est-elle à vendre? : et 25 autres questions que tout le monde se pose sur la santé, Textuel, 2012 ISBN 978-2-84597-439-5, OCLC 800527775
- Paris, rêve de gosse : pour une ville véritablement écologique, Rue de l'échiquier, 2020, ISBN 978-2-37425-197-4 et 2-37425-197-7, OCLC 1153998307
- Et soudain tout s’éteint 2022, ISBN 978-2-2340-9213-6
- Sortie de route, se libérer de la voiture individuelle, c'est possible !, Paris, Les Petits Matins, 2024, ISBN 978-2-36383-412-6

In seinem 2022 veröffentlichten Buch Et soudain tout s’éteint reflektiert Belliard über die Krankheit und den Tod seiner Mutter während seiner Bürgermeisterkampagne 2020 sowie über seine sozialen Wurzeln und den Ursprung seines politischen Engagements.